# 불설대보부모은중경 (보물 제705호)
불설대보부모은중경(佛說大報父母恩重經)은 서울특별시 용산구 한남동, 삼성미술관 리움에 있는 불경이다. 1981년 3월 18일 대한민국의 보물 제705호로 지정되었다.

## 개요
불설대보부모은중경(佛說大報父母恩重經)은 줄여서 '부모은중경', '은중경'이라고 부르기도 하는데 부모의 소중한 은혜에 대한 부처님의 가르침을 얘기한 경전이다. 
은중경은 구마라습이 번역한 것이며, 이 책은 고려 우왕 4년(1378)에 예문관대제학 한천(韓천)의 시주로 간행한 것이다. 닥종이에 찍은 목판본으로 병풍처럼 펼쳐서 볼 수 있는 형태이며, 접었을 때의 크기는 세로 29cm, 가로 11.3cm이다. 
일반적인 은중경과 같이 부모의 10가지 소중한 은혜를 글과 그림으로 함께 나타내고 있으며, 책 뒤에는 불설부모은중태골경이 함께 들어있다. 
이 책은 오래된 귀중본일 뿐만 아니라 여러 종의 그림이 정교하게 그려져 있어 판화본으로서도 소중한 자료로 여겨진다.

## 같이 보기
- 삼성미술관 리움
- 불설대보부모은중경

## 참고 자료
- 불설대보부모은중경 - 국가유산청 국가유산포털